# Louis-François-Georges Baby
Pour l’article homonyme, voir Baby.
Louis-François-Georges Baby (26 août 1832-13 mai 1906) est un avocat et homme politique fédéral et municipal du Québec.

## Biographie

### Enfance et formation
Né à Montréal, il est l'aîné d'une famille de quatorze enfants dont le père était un sous-officier du régime de Carignan.
En 1845, il entre au Collège Saint-Sulpice mais n’y restera pas très longtemps, en raison des problèmes financiers de la famille. En 1847, il reçoit l’aide d’une tante fortunée (Marguerite Baby-Selby) et entre au Collège de Joliette où il terminera son cours classique. 
Sitôt son cours terminé, il commence des études en droit et entame, en 1851, un stage clérical de cinq ans auprès de Thomas-Jean-Jacques Loranger et Lewis Thomas Drummond. En 1854 et 1855, il poursuit également ses études à la Faculté de droit de l’Université Laval en même temps que son stage. 

### Avocat et politicien
En 1857, il est reçu au barreau et joint officiellement le cabinet de Lewis Thomas Drummond.
En 1860, il s’installe à Industrie (plus tard Joliette) et participe pleinement à la vie publique de la ville. Lorsque la ville de Joliette est créée, il y devient conseiller municipal. En 1864, il est désigné maire suppléant mais deviendra finalement maire en 1872.
En 1872, il est élu député du Parti conservateur dans la circonscription fédérale de Joliette, circonscription qu'il avait précédemment tenté de prendre, sans succès, en 1867. Il est réélu en 1874 lors d'élections partielles et encore en 1878. Il est nommé Ministre du Revenu intérieur par John A. Macdonald, en 1878 et démissionne en 1880 pour accepter un poste de juge à la Cour supérieure du Québec. Il est ensuite promu juge à la Cour d'appel en 1881.
En 1888, il se rend à Rome pour conclure une entente avec le Vatican au sujet des biens des Jésuites.
Il prend sa retraite en 1896 et se consacre entièrement à sa passion pour l'histoire et les objets de collection.

### Collectionneur
Louis-François-Georges Baby a passé une grande partie de sa vie adulte à collectionner des documents et objets anciens. Il a amassé environ 20 000 documents d'archives dont la production s'étale sur trois siècles (1601-1905)  ainsi qu'une bibliothèque de 3 400 livres rares et anciens.
Sa collection comprend des fascicules (allant du 18e au début du 20e siècle) sur divers sujets tels que l'agriculture, l'éducation, la milice, la littérature et la politique. On y retrouve aussi divers documents signés par d'importantes figures historiques telles que le roi Louis XIV et le Cardinal de Richelieu, ainsi que de la correspondance de Louis-Joseph Papineau.
Quelques ouvrages notables faisant partie de sa collection de livres rares :
- Les Singularitez de la France Antarctique d'André Thévet, 1558[11]
- Historiæ canadensis de François Du Creux, Paris, 1664[11]
- * Catéchisme du diocèse de Sens, Québec, Brown & Gilmore, 1765 (premier livre imprimé au Canada)[10]

En 1858, il fonde la Société historique de Montréal avec Jacques Viger, Raphaël Bellemare, Joseph-Ubalde Beaudry et y tient le rôle de Secrétaire. À partir de 1884, il devient Président de la Société d’archéologie et de numismatique de Montréal (SANM) et il le sera jusqu’à sa mort. Il a énormément contribué au développement de la SANM par des conférences, des dons ainsi que sa participation à divers événements importants. Il a, entre autres, aidé à sauver le Château Ramezay et à en faire un musée.

### Mort et testament
Il meurt à Montréal le 13 mai 1906, à l'âge de 73 ans. Dans son testament, il lègue sa collection de médailles et de monnaies au Collège de Joliette et plus de 20 000 documents d'archives ainsi que l'ensemble de sa bibliothèque d'ouvrages canadiens rares à la succursale de l'Université Laval à Montréal (maintenant l'Université de Montréal), à la condition que ces derniers soient conservés dans un édifice à l'épreuve du feu.

## Honneurs et distinctions
- Il est nommé membre du Conseil privée de la Reine en 1878[15].
- La ville de Joliette a rebaptisé la rue Dailleboust rue Baby en 1899[16].